# Can Manel (Castellví de Rosanes)
Can Manel és un edifici del municipi de Castellví de Rosanes (Baix Llobregat) inclosa en l'Inventari del Patrimoni Arquitectònic de Catalunya.

## Descripció
De planta baixa i dos pisos, és molt interessant la façana que dona al C/ Serral, dividida en tres parts, de major a menor alçada.
El terrat és balustrat, amb balustres de terra cuita.
La casa sembla de pedra.
Es tracta d'un habitatge entre mitgeres estructurada en planta baixa i dos pisos superiors. La façana és arrebossada i pintada de blanc. Els pisos estan separats per fines motllures. A la planta baixa trobem al centre, l'entrada allindanada amb un marc simulant un arc de mig punt.
Balcons
Realitzats en ferro forjat formant decoracions vegetals. Reposen sobre mènsules decorades amb motius florals i geomètrics. La cornisa també reposa sobre mènsules i està acabada amb balustres.

## Història
Possiblement pot haver-se construït a finals del s. XIX